# Marcoen

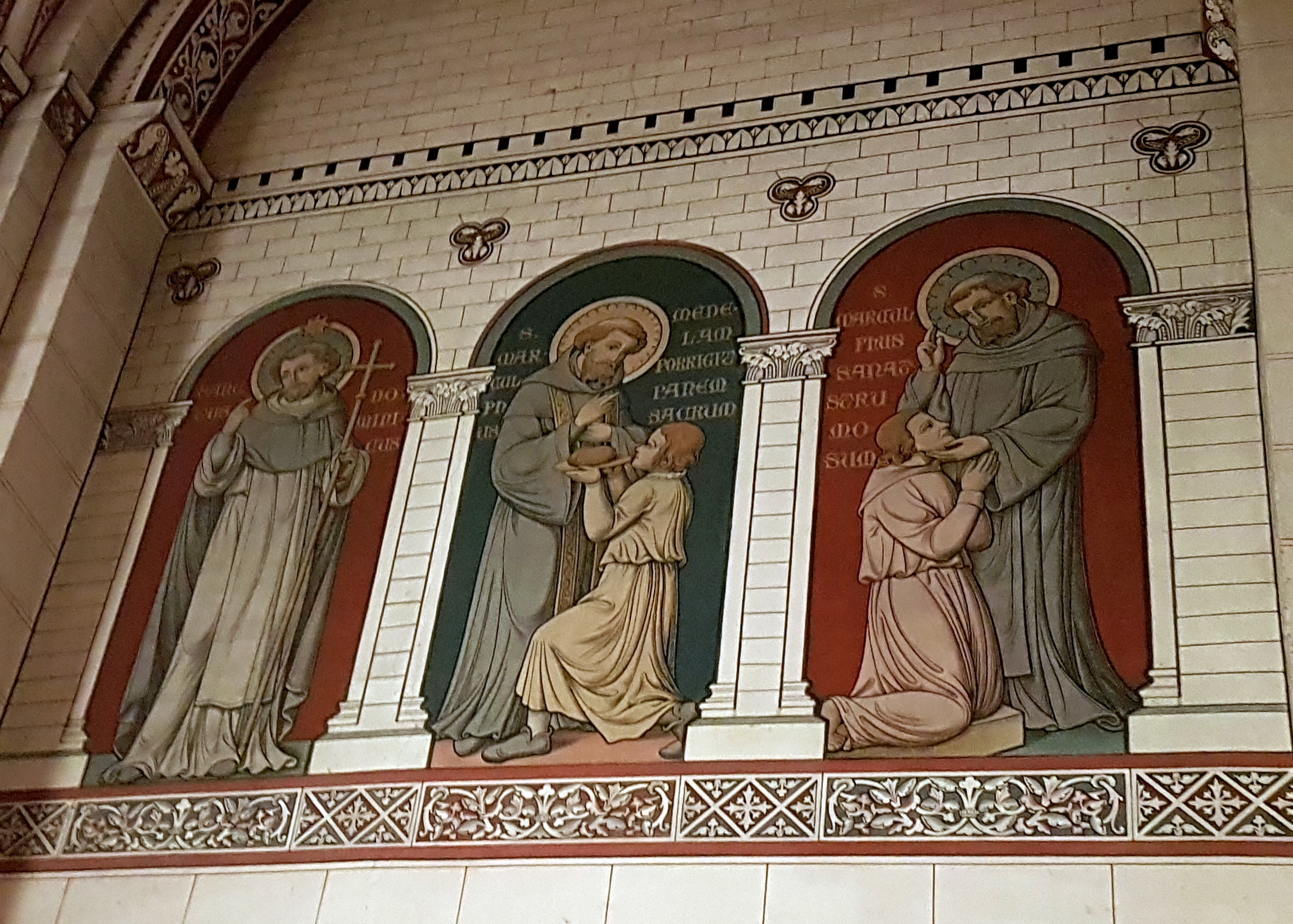
Sint-Marcoen driemaal afgebeeld op een 19e-eeuwse wandschildering in de kapel van de HH. Eligius en Marcoen in de Sint-Servaasbasiliek, Maastricht

De heilige Marcoen of Marculphus (Frans: Saint-Marcoul of Saint-Marcouf) is een rooms-katholiek heilige en missionaris.
Hij leefde in Normandië van omstreeks 490 - 1 mei 558. In 522 werd hij in Coutances tot priester gewijd en trok daarna rond als missionaris. Met behulp van de Merovingische koning Childebert I stichtte hij een klooster te Nanteuil, een plaats die tegenwoordig Saint-Marcouf-de-l'Isle heet. Als dank schonk Marcoen aan de koning het vermogen om koningszeer (scrofulose) te genezen.

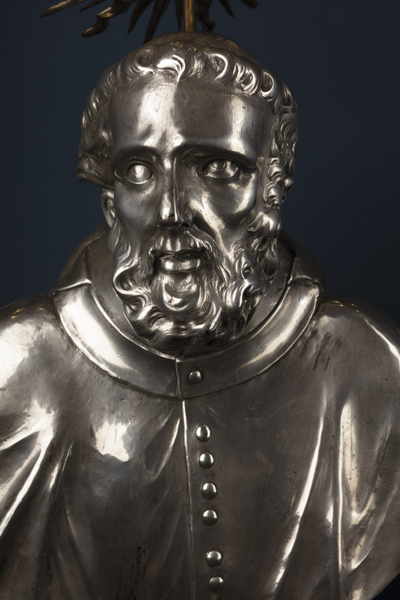
Beeld van Sint Marcoen in Geraardsbergen

Marcoen stierf als abt van Nanteuil, en werd in zijn klooster bijgezet. Toen in de 10e eeuw de Vikingen Normandië veroverden, namen de kloosterlingen het gebeente van Marcoen mee op hun vlucht. Uiteindelijk kreeg hij een nieuw graf in de abdij van Corbeny, dat een bedevaartsoord werd. Ook veel Franse koningen kwamen na hun kroning te Reims naar Corbeny om daar de kracht te ontvangen om het koningszeer te genezen.
In Nederland wordt of werd hij vereerd in Maastricht (kapel van de HH. Eligius en Marcoen in de Sint-Servaasbasiliek), Hunsel en Dorst (Noord-Brabant). In België wordt of werd hij onder meer in Kortrijk-Dutsel en Wondelgem vereerd.